# Kiribati ved sommer-OL 2024
Kiribati deltog i sommer-OL 2024 i Paris, Frankrig i perioden 26. juli til 11. august 2024.
Kiribati-truppen bestod af tre atleter: en atlet, en judoka og en vægtløfter. Judoka Nera Tiebwa og vægtløfteren Kaimauri Erati var flagbærere for Kiribati under åbningsceremonien.. Erati var også flagbærer under afslutningsceremonien.